# Microrregión de Salvador
La Microrregión de Salvador es una de las microrregiones del estado brasileño de Bahía perteneciente a la Mesorregión metropolitana de Salvador. Su población fue estimada en 2005 por el IBGE en 3 350 523 habitantes y está dividida en diez municipios. Posee un área total de 2 837,113 km².

## Municipios
- Camaçari
- Candeias
- Dias d'Ávila
- Itaparica
- Lauro de Freitas
- Madre de Deus
- Salvador
- São Francisco do Conde
- Simões Filho
- Vera Cruz

- Datos: Q2316052